# Batalla de Hímera (409 a. C.)
La segunda batalla de Hímera se libró cerca de la ciudad de Hímera en Sicilia en 409 a. C. entre las fuerzas cartaginesas bajo Aníbal Magón (político cartaginés de la familia Magónida) y los griegos jonios de Hímera ayudados por un ejército y una flota de Siracusa. Aníbal, actuando bajo las instrucciones del senado cartaginés, ya había saqueado y destruido la ciudad de Selinunte después de la Batalla de Selinunte en 409 a. C. Aníbal atacó a la ciudad de Hímera, sitio de la gran derrota cartaginesa en 480 a. C. y destruyó por completo el lugar. Hímera nunca fue reconstruida, una nueva ciudad llamada Termes fue construida al oeste de la ciudad en ruinas, que contenía una población mixta de griegos y fenicios.